# Karl Theodor, Duce de Bavaria
Ducele Karl-Theodor de Bavaria (n. 9 august 1839, Possenhofen⁠(d), Pöcking, Regatul Bavariei, Germania – d. 30 noiembrie 1909, Kreuth, Regatul Bavariei, Germania) a fost un membru al Casei de Wittelsbach și un binecunoscut oftalmolog. A fost fratele mai mic al împărătesei  Elisabeta a Austriei.

## Biografie

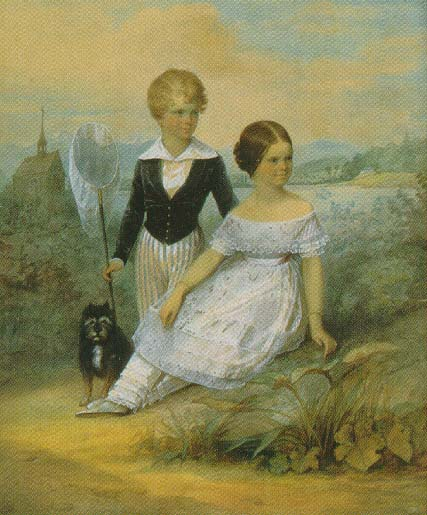
Karl-Theodor și sora lui, viitoarea împărăteasă Sisi a Austriei.

Karl-Theodor s-a născut la Castelul Possenhofen ca al treilea fiu al Ducelui Maximilian Joseph de Bavaria și a soției sale, Prințesa Ludovika de Bavaria. 
La vârsta de 14 ani Karl-Theodor a intrat în armata bavareză. A devenit moștenitor al ducatului Bavariei când fratele său mai mare, Ludwig Wilhelm, s-a căsătorit morganatic în 1860. În 1866 a luptat în războiul austro-prusac. A devenit student al Universității Ludwig Maximilian din München unde a studiat filosofie, drept, economie și medicină. Printre profesorii săi s-au numărat chimistul Justus von Liebig, patologul Ludwig von Buhl și fizicianul Philipp von Jolly.
În 1870 studiile lui Karl-Theodor au fost întrerupte de războiul franco-prusac, în care a servit sub rangul de colonel. După război și-a reluat studiile. În 1872 a fost numit un doctor onorific de medicină de către Universitatea Ludwig Maximilians. Apoi, a studiat oftalmologia sub conducerea profesorului Deutschland și și-a continuat studiile la Viena și la Zürich.
În 1877 Karl-Theodor a început să practice medicina la Mentone. Adesea era asistat de soția sa, Maria Josepha. În 1880 el a deschis o clinică de ochi la castelul său din Tegernsee. În 1895 a fondat la München Augenklinik Herzog Carl Theodor (Clinica ducelui Carl Theodor); clinica a rămas una din cele mai respectate clinici de ochi din Bavaria și în prezent. 
Karl-Theodor a primit numeroase onoruri. A murit la Kreuth în 1909 la vârsta de 70 de ani. A fost înmormântat în cripta familiei la Schloss Tegernsee. 

## Căsătorie și copii

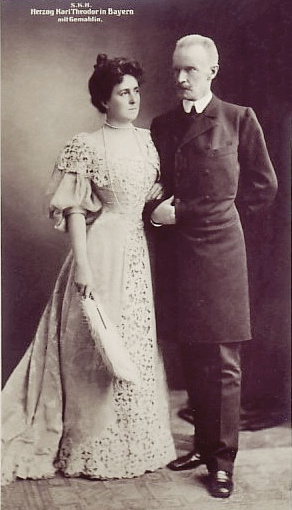
Karl-Theodor împreună cu cea de-a doua soție, Infanta Maria Josepha a Portugaliei.

La 11 februarie 1865, la Dresda, Karl-Theodor s-a căsătorit cu verișoara sa primară Prințesa Sofia a Saxoniei (1845–1867), fiica regelui Ioan al Saxoniei și a mătușii materne Prințesa Amalie Auguste de Bavaria. Au avut un singur copil:
- Ducesa Amalie de Bavaria (1865–1912); căsătorită cu Wilhelm, Duce de Urach.

La 29 aprilie 1874, la Kleinheubach, Karl-Theodor s-a căsătorit cu Infanta Maria Josepha a Portugaliei (1857–1943), fiica regelui exilat Miguel I al Portugaliei și a Prințesei Adelaide de Löwenstein-Wertheim-Rosenberg. Împreună au avut cinci copii:
- Ducesa Sofia de Bavaria (1875–1957); căsătorită cu Contele Hans Veit zu Toerring-Jettenbach.
- Ducesa Elisabeta de Bavaria (1876–1965); căsătorită cu regele Albert I al Belgiei.
- Ducesa Maria Gabriela de Bavaria (1878–1912), căsătorită cu Rupert, Prinț Moștenitor al Bavariei.
- Ducele Ludwig Wilhelm de Bavaria (1884–1968)
- Ducele Franz Joseph de Bavaria (1888–1912)